# 坂根めぐみ
坂根 めぐみ（さかね めぐみ 1984年6月19日 - ）は、日本の女性タレント、お笑い芸人である。大阪府出身。かつては「手のモデル（手タレ）」として活動し、金鳥などのCM出演を経験した。所属は株式会社エヌ・エー・シーを経て、現在は吉本興業大阪本社所属。
2013年から2015年まで、お笑いコンビ「ステ味ドロップ」として、吉本興業東海支社で活動。当時の芸名は「めぐっぺ」。当時の相方であるろぱ仔は、現在サンミュージックプロダクションに所属し、お笑いコンビ「下町ミュンスター」として活動。
2016年に男女コンビ「うぐいすガール」を結成するも、1年弱で解散。2019年9月から「めーみん」に改名し、現在は男女コンビ「イチゴジャムカット」を結成。また、飲み歩きYouTuberとしても活動する。

## CM
いずれも手タレとしての出演。
- 金鳥「プレシャワー」（前作はカメラマンが突然顔を出してびっくりしたが、今回の作品は反対で手だけを撮影した）。
- カルビー「ポテトチップス」
- ボラギノール（手のみ）
- ファミリーマート（手のみ）
- 小林製薬「ブレスケアフィルム」

## 主なテレビ出演
- ナンバ壱番館（朝日放送）
- にこいち 〜スーパースター友情列伝〜（朝日放送）
- なるトモ!（読売テレビ）